# Municipio de Washington (condado de Westmoreland)
El municipio de Washington (en inglés: Washington Township) es un municipio ubicado en el condado de Westmoreland en el estado estadounidense de Pensilvania. En el año 2000 tenía una población de 7,384 habitantes y una densidad poblacional de 87 personas por km².

## Geografía
El municipio de Washington se encuentra ubicado en las coordenadas 40°18′16″N 79°32′40″O / 40.30444, -79.54444.

## Demografía
Según la Oficina del Censo en 2000 los ingresos medios por hogar en la localidad eran de $40,908 y los ingresos medios por familia eran $48,508. Los hombres tenían unos ingresos medios de $39,265 frente a los $26,900 para las mujeres. La renta per cápita para la localidad era de $19,804. Alrededor del 7,5% de la población estaban por debajo del umbral de pobreza.